# Malaki Branham
Pour les articles homonymes, voir Branham.
Malaki Branham, né le 12 mai 2003 à Columbus dans l'Ohio, est un joueur américain de basket-ball. Branham mesure 1,93 m et évolue au poste d'arrière.

## Biographie

### Carrière universitaire
Malaki Branham joue une saison avec les Buckeyes d'Ohio State, il réalise son record en carrière le 2 janvier en inscrivant 35 points dans une victoire face aux Cornhuskers du Nebraska. Pendant la March Madness 2022, les Buckeyes se font éliminer au deuxième tour malgré les 23 points de Branham. Le 1er avril 2022, il se présente pour la draft 2022 où il est potentiellement attendu parmi un choix de loterie.

### Carrière professionnelle

#### Spurs de San Antonio (2022-2025)
Il est choisi en 20e position par les Spurs de San Antonio lors de la draft 2022.

#### Wizards de Washington (depuis 2025)
En juillet 2025, avec Blake Wesley, il est transféré aux Wizards de Washington contre Kelly Olynyk.

## Palmarès

### Universitaire
- Big Ten Freshman of the Year en 2022
- Big Ten All-Freshman Team en 2022
- Third Team All-Big Ten en 2022

## Statistiques

### Universitaires
| Saison    | Équipe     | Matchs | Titul. | Min./m | % Tir | % 3pts | % LF | Rbds/m. | Pass/m. | Int/m. | Ctr/m. | Pts/m. |
| --------- | ---------- | ------ | ------ | ------ | ----- | ------ | ---- | ------- | ------- | ------ | ------ | ------ |
| 2021-2022 | Ohio State | 32     | 31     | 29,6   | 49,8  | 41,6   | 83,3 | 3,60    | 2,00    | 0,70   | 0,30   | 13,70  |
| Carrière  | Carrière   | 32     | 31     | 29,6   | 49,8  | 41,6   | 83,3 | 3,60    | 2,00    | 0,70   | 0,30   | 13,70  |

### Professionnelles
| Saison    | Équipe      | Matchs | Titul. | Min./m | % Tir | % 3pts | % LF | Rbds/m. | Pass/m. | Int/m. | Ctr/m. | Pts/m. |
| --------- | ----------- | ------ | ------ | ------ | ----- | ------ | ---- | ------- | ------- | ------ | ------ | ------ |
| 2022-2023 | San Antonio | 66     | 32     | 23,5   | 44,0  | 30,2   | 82,9 | 2,70    | 1,90    | 0,50   | 0,10   | 10,20  |
| 2023-2024 | San Antonio | 75     | 29     | 21,3   | 43,2  | 34,7   | 87,3 | 2,00    | 2,10    | 0,40   | 0,10   | 9,20   |
| Carrière  | Carrière    | 141    | 61     | 22,3   | 43,6  | 32,5   | 85,0 | 2,30    | 2,00    | 0,40   | 0,10   | 9,70   |

## Records sur une rencontre en NBA
Les records personnels de Malaki Branham en NBA sont les suivants, :
| Type de statistique        | Saison régulière | Saison régulière      | Saison régulière |
| Type de statistique        | Record           | Adversaire            | Date             |
| -------------------------- | ---------------- | --------------------- | ---------------- |
| Points                     | 27               | @ Pistons de Détroit  | 10 février 2023  |
| Paniers marqués            | 11               | 76ers de Philadelphie | 3 février 2023   |
| Paniers tentés             | 21               | @ Bulls de Chicago    | 31 mars 2023     |
| Paniers à 3 points réussis | 5                | @ Kings de Sacramento | 7 mars 2024      |
| Paniers à 3 points tentés  | 9                | Grizzlies de Memphis  | 17 mars 2023     |
| Lancers francs réussis     | 7                | @ Pistons de Détroit  | 10 février 2023  |
| Lancers francs tentés      | 10               | @ Pistons de Détroit  | 10 février 2023  |
| Rebonds offensifs          | 3                | 2 fois                | 2 fois           |
| Rebonds défensifs          | 7                | 2 fois                | 2 fois           |
| Rebonds totaux             | 7                | 2 fois                | 2 fois           |
| Passes décisives           | 5                | 3 fois                | 3 fois           |
| Interceptions              | 2                | 7 fois                | 7 fois           |
| Contres                    | 1                | 8 fois                | 8 fois           |
| Balles perdues             | 4                | 3 fois                | 3 fois           |
| Minutes jouées             | 43               | @ Pistons de Détroit  | 10 février 2023  |

- Double-double : 0
- Triple-double : 0

Dernière mise à jour : 3 novembre 2023